# 高里奧六世和夥伴派利
高里奧六世和派利（Goleo VI and Pille）是2006年德國世界盃足球賽的吉祥物，高里奧六世是一隻穿上德國隊的球衣的獅子，還有一隻有表情的足球派利作伴。高里奧是詞語「goal」（球門）和 「leo」（拉丁語中解作獅子）的合成的混成詞。在德國，派利（"Pille"）是足球的口語化稱呼。

## 爭議
由於主辦國德國國家足球隊及德意志民族傳統上以鷹作為象徵，因此選用獅子作為吉祥物也引發不少爭議，而獅子在足球上通常是代表英格蘭與荷蘭。